# Ленинский (Почепский район)
Ленинский — поселок в Почепском районе Брянской области в составе Доманичского сельского поселения.

## География
Находится в центральной части Брянской области на расстоянии приблизительно 3 км на северо-запад по прямой от районного центра города Почеп.

## История
Упоминался с 1920-х годов. На карте 1941 года отмечен как Хутора Доманические с 10 дворами.

## Население
Численность населения: 37 человек (1926 год), 65 человек (1979), 18 (русские 100 %) в 2002 году, 19 в 2010.